# اللي مالوش كبير (مسلسل)
اللي مالوش كبير مسلسل مصري من إخراج مصطفى فكري وبطولة ياسمين عبد العزيز، أحمد العوضي، خالد الصاوي، دينا فؤاد، إيمان السيد، محمود حافظ، صدر المسلسل في موسم رمضان 2021.

## القصة
يجبر والد غزل - ابنته على الزواج من رجل أعمال ثري، بالرغم من فارق السن الكبير بينهما، فتضطرها الظروف أن تصبح قاسية وقوية، حتى تتعامل مع المحيطين بها، وتتعرف على الشاب سيف الخديوي وتقع في حبه.

## طاقم العمل
- ياسمين عبد العزيز بدور غزل
- أحمد العوضي بدور سيف الخديوي
- خالد الصاوي بدور عابد تيمور
- دينا فؤاد بدور قدرية
- خالد سرحان بدور رفعت الذهبي
- أحمد سعيد عبد الغني بدور المقدم محمود الريحاوي
- محمود حافظ بدور مينا
- دنيا عبد العزيز بدور نادين
- فتوح أحمد بدور عبده والد غزل
- عايدة رياض بدور نوارة والدة غزل
- هدى الإتربي بدور هند أخت غزل
- أحمد الرافعي بدور عماد